# Kanton Belz
Kanton Belz (francouzsky Canton de Belz) je francouzský kanton v departementu Morbihan v regionu Bretaň. Tvoří ho pět obcí.

## Obce kantonu
- Belz
- Erdeven
- Étel
- Locoal-Mendon
- Ploemel